# 俄羅斯現代史博物館

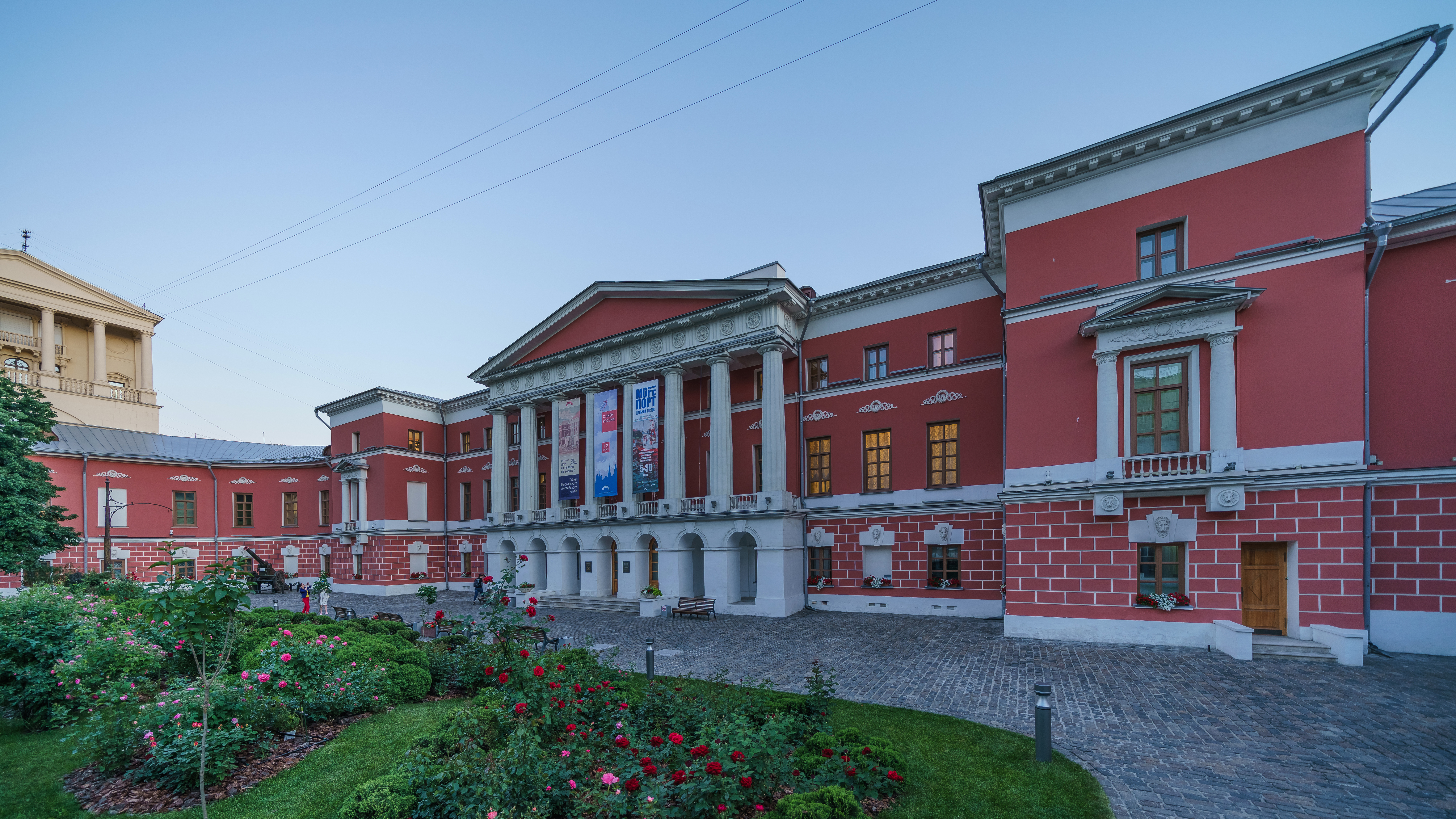
俄羅斯現代史博物館

俄羅斯現代史博物館（俄语：Музе́й совреме́нной исто́рии Росси́и）是位於俄羅斯莫斯科的一座博物館，也是世界最大的現代史博物館之一。博物館建築是一座18世紀後期的古典主義建築。在1831年至1917年之間，這座建築曾被用作莫斯科英國俱樂部。

## 外部連結
- Официальный сайт музея（页面存档备份，存于）
- Официальный аккаунт в Twitter журнала «Живая история» （页面存档备份，存于）